# ウミサボテン
ウミサボテン（海仙人掌、学名：Cavernularia obesa）は、刺胞動物の1つ。砂泥質の海底に生息し、棍棒状の細長い群体を作る。生物発光をすることでも知られる。

## 概説
いわゆるソフトコーラルと呼ばれる、柔らかな群体を作る八放珊瑚の1つで、円柱形の群体を作る。伸縮が著しく、よく伸びれば50センチメートルにも達するものも、縮めば10センチメートルほどになる。砂泥質の海底に生息し、昼間は収縮して砂に隠れ、夜間に海中に伸び出す。
この動物は生物発光することでもよく知られ、刺激を受けるとその点から光り始め、その光は群体を波のように広がる。潮下帯には普通にあったもので、大潮の干潮時には波に揺れて多数が光るのが見事であったという。ただし近年は生育条件の悪化などにより、各所で減少が著しい。
またこの動物は、概日リズムの研究のモデル生物として使われてきた歴史があり、多くの研究がある。その原因はおおむね光条件による外部要因と、生理条件の変化という内部要因の両者のかねあいで決まるという。

### 名称について
本種の和名は、森はその伸びた姿がサボテンに花が咲いたように見えるからこの名が付いたのだろうとしている。ただし、本種には以前に別の名があり、それはコジキノマラ、あるいはコジキノサオというものであった。それを、駒井卓が昭和天皇に進講する機会があり、この名では困るとして名付けたものであるという。
英名はSea pen で、これは古代ローマにまで遡る。そこではこの生物を Penna marina（海の羽、あるいは海のペン）、あるいは Mentula alata（羽のあるペニス）と呼んでいた。ただし、これはウミエラ類全般を指す語のようである。他に sea cactus が使われる例もある。

## 特徴

### 概形
全体に棍棒状で、灰白色から淡肉色をしている。長さは15センチメートル程度が普通だが、大きな群体はよく伸びると50センチメートルに達する。ただし伸縮性に富み、縮むと10センチメートル以下になる。
全体は棒状の形をした冠部と、より細い棒状の柄部からなり、伸長時には柄部が底質内にあって水中に伸び出した冠部を支える。冠部はその表面にほぼまんべんなくポリプを並べる。この類では群体の軸になる骨軸を有するが、本種では著しく小さくなり、冠部と柄部の境界に1cm程度にある場合もあるが、全く欠く場合もある。また、群体内部には冠部先端から柄部の下端まで続く中心管系と周辺管系、それに縦横に伸びる溝道といった海水の通る管の系統が発達しており、それらが全てのポリプとつながって海水の出入りに与るため、群体はきわめて伸縮性に富む。更に、群体には細かな骨片が多数含まれ、その形や構造は分類上で重視されるが、細かくなるので割愛する。

### ポリプ
この仲間は、大まかにいうとイソギンチャクの群体のようなもので、個々のイソギンチャクに当たるものがポリプである。この類ではポリプに2形が見られる。1つは通常個員と呼ばれ、これは触手や隔壁、胃腔など単独生活のポリプの持つ栄養体の構造を全て備えている。触手はこの類では8本で羽状。もう1つが管状個員で、これは触手など多くの構造を退化させている。その役割は採水と生殖である。
本種の場合、冠部の表面全体にポリプが広がる。通常個員はよく伸びると4cmにもなり、冠部の表面全体に不規則に並んでいる。近縁のものではその基部に鞘があり、それが冠部表面に突き出るものがあるが、本種では鞘はなく、収縮すると個員は完全に隠れてしまう。管状個員は通常個員の間に多数が点在する。

## 分布と生息環境
インド－西太平洋の暖海域に分布し、日本では石狩湾と噴火湾以南に見られる。
内湾や波当たりの弱い砂質海岸で、潮間帯下部から水深20mまでの海底に生息する。

## 生活
昼間は縮んで砂泥の中に潜って姿を見せず、わずかに先端部が顔を出す程度。夜になると伸び出し、その時にはポリプも長く伸びて触手を広げる。
更に詳しく見ると、その挙動は季節によっても異なる。
- 夏には日没と共に全部の個体が伸び出してきて、一番多くの個体が活動しているのは10時前後、それを過ぎると暗い中でも縮むものが出てくる。夜明けには全て縮んでしまう。
- 冬には、特に水温が低くなると、暗くなってもすぐに伸び出してこない。時間が経過するに連れて次第に出てくる個体の数が多くなり、最盛期は夜明けの2-3時間前であった。そして日の出と共に出ていた個体も縮む。

また、伸長の速度も異なり、夏には日没から伸び始める時、その速度は10分で8センチメートルにも達するが、冬には10分で0.6センチメートルしか伸びなかった。

### 概日リズムの研究
本種を概日リズム研究の素材に選んだのは森主一で、昭和17年(1942)のことであった。彼は兵役から戻ったばかりで、それまでは淡水や陸上の動物で日周期活動を研究していたのだが、心機一転して海産動物に目を向けることにした由。京都大学の瀬戸臨海実験所でその対象を刺胞動物に定めた。これは、当時は内発周期の根拠を中枢神経に求める考えが強くあったことに起因する。刺胞動物は散在神経系を持ち、中枢神経がないのであるから、そこで見られる周期的な活動を研究することで、その面が明らかになると考えてのことだった。その中でも本種を選んだのは、日周期の活動の変化がきわめてはっきりしていたからである。

#### 外的要因
温度、pH、餌となるプランクトン量などは全く影響を与えないことがわかった。他方、光は決定的な影響を与える。例えば2日程度を暗室内に保存すると、本種はそれまでの活動周期を維持する。その後に昼夜逆転の形で光を与えると、最初の1日は乱れるが、翌日からは光条件に合った形で、昼夜逆転の活動周期を見せる。ただし、光の量は重要で、例えば月夜程度の明かりにすると、昼夜逆転するまでに数日を要し、中には光の周期に合わさない個体も見られた。

#### 内的要因
ただし、光条件は周期決定の上で完全なものではなく、例えば光の周期を12時間からずらした場合、その差が3時間以内であれば光の周期に合わせるが、それを越えると活動が不規則になったり、光の周期とは無関係に24時間周期の活動周期を行う個体が現れる。これは、生物内部に周期を作る要因があることを意味すると考えられる。完全暗黒の条件で飼育すると、活動周期はほぼ維持されるが、時間がたつと次第にずれるものが現れ、生物体内の周期は完全に24時間ではなく、その前後であることがわかる。100日程度経過した結果からは、それはおよそ18-21時間と見られた。
ここから森は、まず基本的に周期を作り出す原因が動物体内にあり、これに光という外的要因が働くことで正確な周期が作り出されると考えた。同時に、観察の中で、伸び始めた群体に光を当ててもなかなか縮まないが、夜半を過ぎると光を当てるとすぐに縮むことを上げ、これが生理的な条件に基づくものではないかと推察した。
日周的な生理的変化を調べると、例えば昼間はグリコーゲンが減少し、夜になると増えるなど、夜間に活動が盛んになることに基づく生理的変化があることを確認した。最終的に、体内のpH変化が要因となることが確認された。体内のpHは夜明けに7.8程度のものが、昼間にはどんどん低下して夕方には7.4程度にまで低下する。これは体内の物質交代によって生じる二酸化炭素や有機酸の濃度が高くなることによると考えられる。群体が伸長する際に海水を体内に取り込むので、群体が伸長するとpHは急に高くなる。さらに、朝に縮んでいる群体に酸性の海水（二酸化炭素で飽和した海水が最適であったとのこと）を注射することで、群体が伸長し、完全に伸び上がることを確認した。つまり、本種の場合、時計のようなものではなく、生理的活動の結果が時間経過に従って蓄積することが周期を生み出していると考えられた。

## 発光性
本種は生物発光することでも知られる。夜間に刺激を受けると、その部分から緑色の光を放ち、それが周囲に広がるようにして全体が発光する。特に浅いところのものは波に揺られても発光し、内田他(1947)には「林立シ、大潮ノ折等ニ波ニ揺レナガラ一面ニ発光スル光景ハ見事ナリ」とある。
本種は普通は緑の光を放つが、細胞を融解させると青い光を出すことが知られている。本種からもGFPが取り出されており、これはpHの違いによって異なる光を出す。pH5以下では388ナノメートルの青の光を、pH7以上では507ナノメートルの緑の光を放つ。また、pH4でも安定であり、これを用いれば細胞内のpHの変化を知ることが出来るとして期待されている。

## 利害
害は特に知られていない。実用的な利益も特にない。水族館ではしばしば飼育される。

## 保護
特別な扱いはないが、現在、非常に減少しているものと考えられる。日本ベントス学会編(2012)ではその評価を「情報不足」としつつ、広く分布するものの、どこでも密度が低く、また夜行性ということもあり、詳しく知られていないとしている。その一方で埋め立てや環境悪化で生息の適地が明らかに減少していること、またナマコ漁のための桁網によって一緒に捕獲されている地域もあることなど、本種が生存の危機にあるのは確かだと判断している。